# Sisyra ariasi
Sisyra ariasi är en insektsart som beskrevs av Penny 1981. Sisyra ariasi ingår i släktet Sisyra och familjen svampdjurssländor. Inga underarter finns listade i Catalogue of Life.